# Zgradba glavne straže, Dubrovnik
Zgradba glavne staže stoji v Dubrovniku poleg Palače velikega sveta na trgu Luža. Stavbo so postavili leta 1490, zgrajena pa je v gotskem slogu. Ta zgradba je bila izredno velikega pomena za varnost Dubrovnika. V njej bil sedež admirala, glavnega vojaškega poveljnika mesta. V začetku 18. stol. so poslopje gradbeno preuredili in med drugim rekonstruirali pritličje in fasado. Fasadi so dodali velik baročni portal. Avtor teh zadnjih predelav je bil beneški arhitekt Marino Groppelli.